# Вовк Марія Федорівна
Марія Федорівна Вовк (?, тепер Волинської області — ?) — українська радянська діячка, голова колгоспу «Перемога» Устилузького району Волинської області. Депутат Верховної Ради СРСР 3-го скликання.

## Життєпис
Народилася в селянській родині.
На 1950 рік — голова колгоспу «Перемога» Устилузького району Волинської області.